# Drosanthemum karrooense
Drosanthemum karrooense är en isörtsväxtart som beskrevs av L. Bol. Drosanthemum karrooense ingår i släktet Drosanthemum och familjen isörtsväxter. Inga underarter finns listade i Catalogue of Life.